# Purum Llacta (Cheto)
Purum Llacta (del quechua purum, purun 'salvaje, salvaje', llaqta 'pueblo') es un sitio arqueológico de la cultura Chachapoyas en Perú. Se encuentra ubicado en la Región Amazonas, provincia de Chachapoyas, Distrito de Cheto en la montaña Purum Llaqta (Purunllacta). Se encuentra al noreste, cerca del yacimiento arqueológico de Purum Llaqta del Distrito Soloco. El sitio fue declarado Patrimonio Cultural de la Nación mediante Resolución Directoral Nacional Nº 196-INC el 2 de abril de 2003.

## Ubicación
Se encuentra ubicado en la Región Amazonas, provincia de Chachapoyas, Distrito de Cheto en la montaña Purum Llaqta (Purunllacta).